# X Display

Struttura di funzionamento di X Window System.

Un X Display è un display virtuale, creato da un server X Window System, atto a ricevere l'input da una tastiera, da un mouse e da una scheda grafica, situate in locale o in remoto, mediante un qualsiasi programma-client X che può essere installato sulla macchina locale o in una remota.

## X Display Manager Control Protocol
L'X Display Manager Control Protocol (XDMCP) utilizza la porta UDP 177. Un server X richiede che un display manager avvii una sessione inviando un pacchetto Query. Se il display manager consente l'accesso a quel server X, risponde inviando un pacchetto Willing al server X. Il server X può anche inviare pacchetti BroadcastQuery o IndirectQuery per avviare una sessione: questo meccanismo per richiedere una sessione è simile all'utilizzo di DHCP per richiedere un indirizzo IP.
Il display manager deve autenticarsi sul server. Per fare ciò il server X invia un pacchetto Request al display manager, il quale restituisce un pacchetto Accept. Se il pacchetto Accept contiene la risposta che il server X si aspetta, il display manager viene autenticato. La produzione della risposta corretta potrebbe richiedere al display manager ad esempio di accedere a una chiave segreta. Se l'autenticazione riesce, il server X invia un pacchetto Manage per informare il display manager. Quindi il display manager mostra la sua schermata di accesso collegandosi al server X come un normale client X.
Durante la sessione, il server può inviare pacchetti KeepAlive al display manager a intervalli regolari. Se il display manager non risponde con un pacchetto Alive entro un certo tempo, il server X presume che il display manager abbia cessato di funzionare e può interrompere la connessione.